# CPCCOEt
CPCCOEt é um fármaco usado em pesquisas científicas que atua como antagonista não competitivo no subtipo mGluR1 do receptor metabotrópico de glutamato, com alta seletividade, mas afinidade de ligação moderada. É usado principalmente em pesquisas sobre a função do receptor mGluR1, incluindo o estudo de efeitos comportamentais em animais, especialmente sobre a memória e toxicodependência.